# Дъсти Роудс
Върджил Райли Рънълс младши (12 октомври 1945 – 11 юни 2015), по-добре познат като „Американската мечта“ Дъсти Роудс, е американски кечист (професионален борец) и треньор, работил в WWE.
Прави няколко участия в телевизията и pay-per-view турнирите на WWE и работи зад кулисите като сценарист и продуцент на развиващата се територия на WWE, NXT. Обявяван за „син на водопроводчик“, Роудс няма типичната физика на професионален кечист; героят му е „Обикновен човек“. Председателят на WWE Винс Макмеън отбелязва, че никой "борец не е олицетворявал същността на харизмата подобно на Дъсти Роудс".
Роудс е трикратен Световен шампион в тежка категория на NWA, и по време на участието си в Jim Crockett Promotions (JCP) (предшественика на World Championship Wrestling (WCW), той беше Шампион в тежка категория на Съединените щати, и многократен Световен телевизионен, Световен отборен и Световен отборен шампион с шестима на WCW. Той също е спечелил много регионални титли, и един от шестте членове на Залите на славата на WWE, WCW, Кеча и на Wrestling Observer Newsletter. Той е бащата на настоящите суперзвезди на WWE Дъстин и Коуди Роудс.

## В кеча
- Финални ходове
  - American Dream Elbow/Bionic Elbow (Elbow drop)
- Ключови ходове
  - Де Де Те
  - Diving crossbody[8]
  - Падащ лист
  - Bionic elbow
  - Приспивателното[8]
- Мениджъри
  - Гари Харт[8]
  - Д-р Джери Грейъм
  - Бейби Дол[8]
  - Сапфир[8]
- Мениджър на кечистите
  - Дъстин Роудс[8]
  - Кевин Неш
  - Скот Хал
- Прякори
  - „Американската мечта“[2]
  - „Бикът от гората“[8]
  - „Мръсният“ Дъсти[9]
  - „Общ човек“[8]
  - „Звезден прах“[8]
- Входни песни
  - Common Man Boogie на Jimmy Hart and J.J. Maguire (WWF/E; 1989–1991, 2006 – June 11, 2015)
  - Old Time Rock and Roll на Bob Seger (WCW) (1994, 2001)
  - Rockhouse на Jimmy Hart and H. Helm (WCW; докато беше част от Новия Световен ред) (1998)
  - This Is Why (I Sing The Blues) на Reckless Fortune (ECW) (2000)
  - Midnight Rider на Willie Nelson (ROH) (2003)
  - Kakutougi Theme на Ryuichi Sakamoto (NJPW/Hustle) (1979–1980, 1992; NJPW) (2004; Hustle)
  - American Dream на Freedom (NJPW) (1980–1982)
  - You Can't Judge a book by the Cover на Hank Williams Jr. (NWA)
  - Leather на Dale Oliver[10] (TNA)

## Шампионски титли и отличия
- Central States Wrestling
  - Шампион в тежка категория на Централните щати на NWA (1 път)[11][12]
  - Северно американски отборен шампион на NWA (версията Централни щати) (1 път) – с Дик Мърдок[11][13][14]
- Championship Wrestling from Florida
  - Шампион с кокалчета на NWA (версия Флорида) (2 пъти)[11][15]
  - Бахамски шампион на Флорида на NWA (1 път)[11][16]
  - Глобален отборен шампион на Флорида на NWA (1 път) – с Магнум Ти Ей[11][17]
  - Шампион в тежка категория на Флорида на NWA (12 пъти)[11]
  - Отборен шампион на Флорида на NWA (4 пъти) – с Дик Мърдок (1), Дик Слейтър (1), Бобо Бразил (1), и Андре Гиганта (1)[11][18]
  - Телевизионен шампион на Флорида на NWA (2 пъти)[11][19]
  - Южнашки шампион в тежка категория на NWA (версия Флорида) (10 пъти)[11]
  - Отборен шампион на Съединените щати на NWA (версия Флорида) (2 пъти) – с Бъгси Макгау (1) и Блекджак Мълиган (1)[11][20]
  - Световен шампион в тежка категория на NWA (1 път)[11][21]
  - Турнир за Титлата в тежка категория на Флорида на NWA (1978)[22]
  - Отборен шампион на Съединените щати на NWA (1980) – с Бъгси Макгау[22]
- Georgia Championship Wrestling
  - Шампион в тежка категория на Джорджия на NWA (1 пъти)[11][23]
  - Национален шампион в тежка категория на NWA (1 пъти)[11][24]
  - Световен шампион в тежка категория на NWA (1 пъти)[11][21]
  - Купа Кадилак (1984)[22]
- International Wrestling Alliance (Австралия)
  - Световен отборен шампион на IWA (1 път) – с Дик Мърдок[11]
- Mid-Atlantic Championship Wrestling/Jim Crockett Promotions/World Championship Wrestling
  - Световен шампион на NWA (3 пъти)[11][21]
  - Шампион в тежка категория на Съединените щати на NWA (1 път)[11][25]
  - Световен телевизионен шампион на WCW (3 пъти)[11][26]
  - Световен отборен шампион на NWA (Средно-Атлантическа версия) (2 пъти) – с Дик Слейтър (1) и Мани Фернандез (1)[11][27]
  - Световен отборен шампион с шестима на NWA (2 пъти) – с Пътните войни[11][28]
  - Отборен турнир за купата в памет на Джим Крокет старши (1987) – с Никита Колоф[29]
  - Ужас в клетка (1985–1988)
  - Залата на славата (Клас 1995)[11][30]
- Pro Wrestling Federation (Флорида)
  - Световен шампион в тежка категория на PWF (1 път)[11][31]
- National Wrestling Alliance
  - Залата на славата (Клас 2011)[32]
- NWA Big Time Wrestling
  - Американски отборен шампион на WCWA (2 пъти) – с Барон вон Рашке (1) и Дик Мърдок (1)[11][33]
  - Шампион с кокалчета на NWA (версия Тексас) (3 пъти)[11][34]
- NWA Detroit
  - Световен отборен шампион на NWA (версия Детройт) (1 пъти) – с Дик Мърдок[11][35]
- NWA Mid-Atlantic Championship Wrestling1
  - Средно-Атлантически отборен шампион на NWA (1 път) – с Бъф Багуел[11][36]
- NWA Mid-Pacific Promotions
  - Северно Американски шампион в тежка категория на NWA (версия Хавай) (1 път)[11][37]
- NWA San Francisco
  - Шампион в тежка категория на Съединените щати на NWA (версия Сан Франциско) (1 път)[11][38]
- NWA Tri-State
  - Северно американски шампион в тежка категория на NWA (версия Три-Щат) (1 път)[11][39]
  - Три-Щатов отборен шампион на NWA (версия Три-Щат) (1 път) – с Андре Гиганта[11][40]
- National Wrestling Federation
  - Световен отборен шампион на NWF (1 път) – с Дик Мърдок[11][41]
- Pro Wrestling Illustrated
  - Вражда на годината (1987) с Никита Колоф и Пътните войни срещу Четиримата конници
  - Мач на годината (1979) срещу Харли Рейс на 21 август
  - Мач на годината (1986) срещу Рик Светкавицата в мач в клетка на Голямото американско сбиване
  - Най-популярен кечист на годината (1978, 1979, 1987)
  - Награда Стенли Уестън (2013)[42]
  - Кечист на годината (1977, 1978)
  - Класиран #193 от топ 500 индивидуални кечисти в PWI 500 през 2001[43]
  - Класиран #11 от топ 500 индивидуални кечисти в PWI Years през 2003[44]
  - Класиран #76 и #88 от топ 100 отбора в PWI Years с Магнум Ти Ей и Мани Фернандез, съответно, през 2003
- Залата и музея на славата на професионалния кеч
  - Клас 2010[11]
- World Championship Wrestling (Австралия)
  - Световен отборен шампион на IWA (1 път) – с Дик Мърдок[45]
- World Wrestling Entertainment/WWE
  - Залата на славата на WWE (Клас 2007)[11][46]
  - Награди Слами (1 път)
    - Фраза на годината (2013) – "Едно условие: Аз съм в ъгъла на моите момчета и аз ще бъда вашата боровинка през цялата вечер".
- Wrestling Observer Newsletter
  - Най-добър герой (1980)[11]
  - Най-добър сценарист (1986)[11]
  - Най-харизматичен (1982) на равно с Рик Светкавицата[11]
  - Най-неудобен кечист (1990)[47]
  - Най-надценен (1987, 1988)[11]
  - Най-мразен (1988, 1989)[48]
  - Най-малко любимият кечист на читателите (1987, 1988)[47]
  - Най-лошата вражда на годината (1988) срещу Тъли Бланчард[11]
  - Най-лош герой (1988)[47]
  - Най-лош телевизионен говорител (1997)[11]
  - Залата на славата на Wrestling Observer Newsletter (Клас 1996)[11]

1 ↑Този Mid-Atlantic Championship Wrestling, докато оперира от същия регион на САЩ и след като е преработен някои от титлите, използвани от оригиналния Mid-Atlantic Championship Wrestling, не е същата компания, която беше притежавана от Джим Крокет старши и впоследствие продадена на Тед Търнър през 1988. Тя е просто друга партньорска компания на NWA.